# アショーク・バーンカル

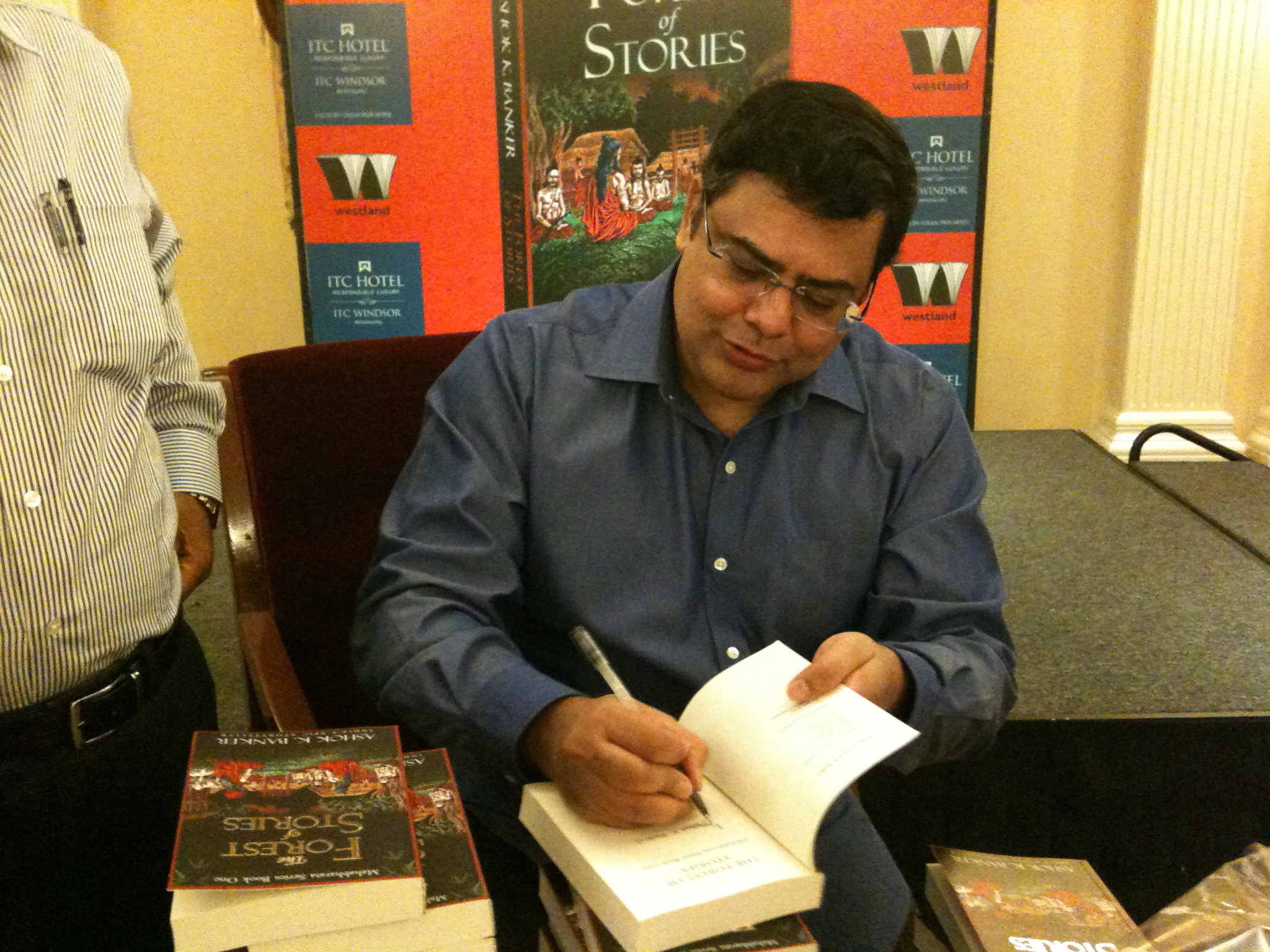
アショーク・バーンカル（2012年）

アショーク・クマール・バーンカル （अशोक कुमार बानकर、Ashok Kumar Banker、1964年2月7日 - ）はインドのSF・ファンタジー作家。
インド西部マハラシュトラ州の大都市ムンバイ生まれで、現在も同地に住む。十代初めから文筆で生計を立てており、紙媒体のジャーナリスト、コラムニスト、テレビやドキュメンタリーの脚本家として仕事をし、広告業界でも働いたことがある。
バーンカルがこれまで出版した範囲は幅広く、インドの都市社会をめぐる現代小説から何冊にもわたる神話叙事詩、さらにはSF、ファンタジーやジャンル横断の作品もある。本として出た最初の3冊の小説は犯罪スリラーで、英語で書いているインド人作家の作品としてこのジャンルでは初めてと言われる。このデビュー作でバーンカルは広く知られるようになり、それ以後ミステリーは書いていないにもかかわらず、もっぱらミステリー作家としての評判がついている。ただし、長編の登場人物たちがかかわるミステリーの短編はいくつか書いている。「デーヴィー」シリーズはヒンドゥー教の女神デーヴィーの化身（アヴァターラ）をモチーフにした中短篇で、SF、ファンタジー、ホラーの様々な雑誌に発表されている。このシリーズはニューヨークの版元から、グラフィック・ノヴェルとして今年（2006年）後半からまず週刊で、その後単行本としてまとめられる予定（エピソードは既発表の小説とはダブらない）である。
自伝的要素を含んだ3冊の長編はたがいに緊密な関係にある。最初の長編（出版されたのは四番目）Vertigo は、ボンベイ（ムンバイの旧称）で公私共に成功しようとあがく男を描く。Byculla Boy はバーンカルが母と幼少年期を過ごしたボンベイ郊外バイクラ地区からタイトルを取っている。Beautiful Ugly と同名の現代ドキュメンタリーは母親へのトリビュートで、母親の悲劇に満ちた人生を描く。
インドの大叙事詩『ラーマーヤナ』を英語で語りなおした6冊のシリーズを完成させて世界的な注目を浴びており、現在18冊予定の『マハーバーラタ』の英語による語りなおしに取組んでいる。この二つはインドの主な神話伝説やプラーナを現代に合わせて語りなおす、より大きな計画の一環である。
二つの大叙事詩以外のシリーズとして、当面ガネーシャの神話をSF化した THE GANESA SEQUENCE（全5冊） が進められている。これは量子力学、相対性理論、それに古代のウパニシャッド哲学を結びつけ、近未来のインドと宇宙空間を舞台に、神々（デーヴァ）、アスラ、人間が究極の戦いを繰広げるハードSF。多数の登場人物が入り乱れ、時間旅行、多世代恒星船、銀河間戦争といった古典的SFのアイデアを斬新に使った、ハイスピードのアクション冒険SFになるといわれている。またヒンドゥー哲学と最先端テクノロジーを結びつける驚愕のアイデアも盛込まれる。第１巻 IRON GODS は2007年2月刊行予定。
近い将来のプロジェクトとしてさらに二つ予定されている。
一つは近未来と中世の二つのムンバイを舞台にした、異次元・時間旅行SFシリーズ TALES OF THE VORTAL である。この第一部は以前ウェブ上で連載されたが未完のまま中断されていたもので、完結した上 SHOCKWAVE のタイトルで刊行される予定。"VORTAL" とはネット上の特異なサイトで、ここにログインするものはパソコン画面から異次元の世界に転移されてしまう。作ったのは誰か、何のために、をめぐって、ムンバイに住むある家族が多元世界にわたる危機に巻込まれる。続巻は FLASH や PYTHON と言うタイトルになる予定。
今一つはグラフィック・ノヴェルのミニ・シリーズ VETAAL: The First Vampire。「ヴェーターラ」は西欧で言えば「吸血鬼」が一番近い存在で、有名なヴィラクマ王と妖怪ヴェーターラの民話を出発点としたダーク・ファンタジーになる。西欧の吸血鬼伝説を換骨奪胎し、「ドラキュラ」伝説の淵源は古代インドにあったことを「証明」する。2006年10月刊行開始予定。
バーンカルはまた2,500年にわたるインドの歴史をインドの人びとの視点から描く歴史小説のシリーズも計画している。また、古代ヴェーダに描かれた伝説の「デーヴァ・アシュトラ（神聖兵器）」に科学的根拠があったことをインドの科学者たちが発見した異次元世界を舞台にした「インダス・サーガ」と題された改変歴史もののシリーズに取組んでいるとも発言している。マーハトマー・ガーンディー率いるインド自由戦線がこの神聖兵器を使用して第二次世界大戦の経緯を変え、イギリス帝国からのインド独立を獲得し、21世紀初頭、インド、中国、日本が世界の覇権を握るという設定とされている。
バーンカルは以前、辛口のコラムニストとして、セレブ中毒のインドのマス・メディアに対する攻撃で物議をかもすことで知られていた。その意見には、広告業界や企業の宣伝をスポンサーとしているあらゆるメディアは「妥協的編集」をし、「信用できない」としてこれを排除する異端的なものもある。
公式サイトでは、フリーのブログ、メール・アドレス、フォーラム、ウィキペディアをモデルとした「インディアペディア」を提供しようとしている。インドの文化・歴史・神話・文学についての情報を、外部からの商業的サポート抜きで集めるものである。詳細は彼のサイトを参照。
バーンカルはまたボリウッドについての簡単なノンフィクション Bollywood: The Pocket Essential (2001) も書いている。

## 著書リスト
- 『ラーマーヤナ』シリーズ
  - Prince of Ayodhya (2003)
  - Siege of Mithila (2003)
  - Demons of Chitrakut (2004)
  - Armies of Hanuman (2005)
  - Bridge of Rama (2005)
  - King of Ayodhya (2006)
- その他の長編
  - The Iron Bra (1993)
  - Murder & Champagne (1993)
  - Ten Dead Admen (1993)
  - Vertigo (1993)
  - Byculla Boy (1994)
  - The Missing Parents Mystery (1994)
  - Beautiful Ugly (forthcoming)